# Calcinelli
Calcinelli is een plaats (frazione) in de Italiaanse gemeente Saltara. De plaats telt ongeveer 4000 inwoners. De plaats ligt aan de rivier Metauro.